# Adolfo Gonzales Chaves (partido)
Adolfo Gonzales Chaves (Partido de Adolfo Gonzales Chaves) is een partido (gemeente) in de Argentijnse provincie Buenos Aires. Het bestuurlijke gebied telt 12.037 inwoners. Tussen 1991 en 2001 daalde het inwoneraantal met 5,57%.

## Plaatsen in partido Adolfo Gonzales Chaves
- Adolfo Gonzales Chaves
- De la Garma
- Juan Eulogio Barra
- Paraje Álzaga
- Paraje Pedro Próspero Lasalle
- Vásquez